# Peleteria andina
Peleteria andina är en tvåvingeart som först beskrevs av Blanchard 1943.  Peleteria andina ingår i släktet Peleteria och familjen parasitflugor. Inga underarter finns listade i Catalogue of Life.